# Cinq poèmes de Charles Baudelaire
Pour l'œuvre de Vierne, voir Cinq poèmes de Baudelaire (Vierne).
Les Cinq poèmes de Charles Baudelaire (CD 70) constituent un cycle de mélodies pour chant et piano de Claude Debussy, sur des poèmes tirés des Fleurs du mal de Baudelaire. Composées de décembre 1887 à mars 1889, ces cinq pièces vocales très développées sont mal accueillies par les milieux musicaux parisiens, en raison de l'influence wagnérienne qu'elles révèlent. 
Cette esthétique, dans le prolongement des innovations harmoniques de Tristan und Isolde, est progressivement abandonnée par Debussy, abordant la composition de Pelléas et Mélisande. De ce fait, les Cinq poèmes de Charles Baudelaire représentent un moment particulier de l'évolution musicale de Debussy. Les musicologues s'accordent à y voir « une œuvre de crise et de transition ».

## Présentation
1. Le Balcon
2. Harmonie du soir
3. Le jet d'eau
4. Recueillement
5. La mort des amants

### Composition
La composition des Cinq poèmes de Charles Baudelaire s'étend sur plus d'un an : La mort des amants est achevée en décembre 1887, Le balcon en janvier 1888, Harmonie du soir en janvier 1889 et Le jet d'eau en mars de la même année. Recueillement est une mélodie non datée.

### Publication
L'œuvre est mal accueillie par les milieux musicaux parisiens. Après le succès des Ariettes oubliées, « personne ne veut éditer ni exécuter les Cinq poèmes de Charles Baudelaire », selon Jean Barraqué. Debussy en est réduit à faire paraître une édition de ses mélodies par souscription, à cent-cinquante exemplaires seulement.

### Monographies
- Jean Barraqué, Debussy, Paris, Seuil, coll. « Solfèges », 1962, rééd. 1994, 250 p. (ISBN 978-2-02-020626-6 et 2-02-020626-9)
- André Boucourechliev, Debussy, la révolution subtile, Paris, Fayard, coll. « les chemins de la musique », 1998, 123 p. (ISBN 978-2-213-60030-7)
- Edward Lockspeiser et Harry Halbreich (trad. de l'anglais), Claude Debussy, Paris, Fayard, 1980, 823 p. (ISBN 2-213-00921-X)
Edward Lockspeiser, Claude Debussy, sa vie et sa pensée, Paris, Fayard, 1980, p. 7-529
Harry Halbreich, Claude Debussy, analyse de l'œuvre, Paris, Fayard, 1980, p. 533-748